# Natalia Estemirova
Natalia Estemirova (n. 1959 sau 1965 - 15 iulie 2009) a fost o jurnalistă și activistă rusă, membră a Consiliului de administrație a organizației neguvernamentale pentru protecția drepturilor omului, Memorial. Organizației Memorial i-a fost acordat în anul 2004 Premiul Nobel alternativ din partea parlamentului suedez.